# La Ciénega, Zacatecas
La Ciénega är en ort i Mexiko.   Den ligger i kommunen Nochistlán de Mejía och delstaten Zacatecas, i den centrala delen av landet, 400 km nordväst om huvudstaden Mexico City. La Ciénega ligger 2 066 meter över havet och antalet invånare är 102.
Terrängen runt La Ciénega är kuperad. Runt La Ciénega är det ganska glesbefolkat, med 25 invånare per kvadratkilometer. Närmaste större samhälle är Nochistlán, 17,3 km söder om La Ciénega. I omgivningarna runt La Ciénega växer huvudsakligen savannskog.